# Eugeniusz Kozłowski

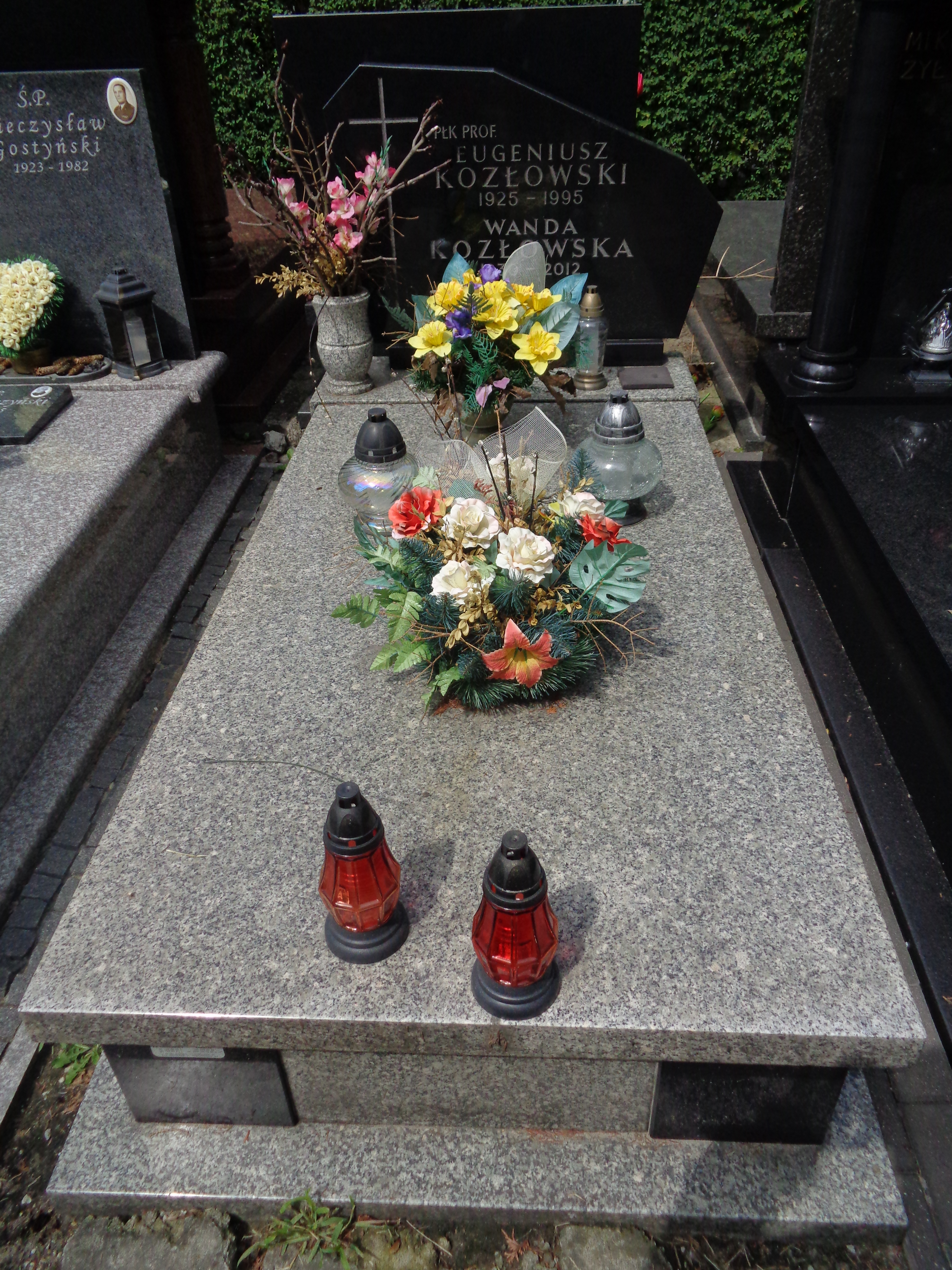
Grób Eugeniusza Kozłowskiego na cmentarzu wojskowym na Powązkach

Eugeniusz Kozłowski (ur. 1925, zm. 1995) – polski historyk, prof. doktor habilitowany, pułkownik Wojska Polskiego.

## Życiorys
Był pracownikiem naukowym Wojskowego Instytutu Historycznego. W okresie od 25 maja 1973 do 13 grudnia 1990 był zastępcą komendanta Wojskowego Instytutu Historycznego. Pracował też w Katedrze Historii Wojskowej w Wojskowej Akademii Politycznej. Był członkiem Komitetu Redakcyjnego redagowanego przez 10 lat polskiego wydania 12-tomowej radzieckiej "Historii II wojny światowej 1939-1945". W latach 1988–1990 był członkiem Rady Ochrony Pamięci Walk i Męczeństwa, a w lutym 1989 wszedł w skład działającej przy tej Radzie Komisji do spraw Upamiętnienia Ofiar Represji Okresu Stalinowskiego. Zmarł w 1995 i został pochowany na Cmentarzu Wojskowy na Powązkach kwatera F rząd 13 grób 7

## Wybrane publikacje
- Dokumenty do historii polskich sił zbrojnych w latach 1918-1939, Warszawa: Wojskowa Akademia Polityczna im. F. Dzierżyńskiego, 1960.
- Zarys działań i sztuka wojenna armii radzieckiej w latach 1940-1945, red. nauk. Tadeusz Stępniowski, Eugeniusz Kozłowski, Warszawa : Wydawnictwo Ministerstwa Obrony Narodowej 1963.
- (współautorzy: Michał Bron, Maciej Techniczek, Wojna hiszpańska 1936-1939: chronologia wydarzeń i bibliografia, Warszawa: Wydawnictwo Ministerstwa Obrony Narodowej 1964.
- (współautor: Kazimierz Sobczak, Siły zbrojne i sztuka wojenna w latach 1900-1921, Warszawa: Wydawnictwo Ministerstwa Obrony Narodowej 1964.
- Wojsko polskie 1936-1939: próby modernizacji i rozbudowy, Warszawa: Wydawnictwo Ministerstwa Obrony Narodowej 1964 (wyd. 2 - 1974).
- Obrona Warszawy w 1939 r.: wybór dokumentów wojskowych, zebrał i oprac. Mieczysław Cieplewicz, red. nauk. Eugeniusz J. Kozłowski, Warszawa: Wydawnictwo Ministerstwa Obrony Narodowej 1968.
- Wojna obronna Polski 1939: wybór źródeł, pod kier. Eugeniusza J. Kozłowskiego, Warszawa: Wydawnictwo Ministerstwa Obrony Narodowej 1968.
- (współautor: Kazimierz Sobczak, Siły zbrojne i sztuka wojenna w latach 1900-1921, Warszawa: Wydawnictwo Ministerstwa Obrony Narodowej 1971.
- Polski wysiłek zbrojny na frontach II wojny światowej i wkład w zwycięstwo nad faszyzmem, Warszawa 1975.
- Wojna obronna Polski 1939, red. nauk. Eugeniusz Kozłowski, Warszawa: Wydaw. Min. Obrony Narodowej 1979.
- Kalendarium ważniejszych rocznic historycznych: do uwzględnienia w działalności ideowo-wychowawczej i propagandowej w latach 1982-1986, oprac. i zestawił Eugeniusz Kozłowski, Warszawa: Główny Zarząd Polityczny Wojska Polskiego 1982.
- O przewrocie majowym 1926: opinie świadków i uczestników, wyboru dokonał i wstępem opatrzył Eugeniusz Kozłowski, Warszawa: Wydaw. Min. Obrony Narodowej 1984.
- Obrona Warszawy 1939 we wspomnieniach, wybór i oprac. Mieczysław Cieplewicz, Eugeniusz Kozłowski, Warszawa: Wydaw. Min. Obrony Narodowej 1984.
- Z piastowskim orłem: wspomnienia współtwórców i dowódców ludowego Wojska Polskiego, wybór Witold Biegański, Eugeniusz Kozłowski, Zbigniew Święcicki, przedmowa Kazimierz Sobczak, Warszawa: Wydaw. Min. Obrony Narodowej 1984.
- Józef Piłsudski w opiniach polityków i wojskowych, wyboru dokonał i wstępem opatrzył Eugeniusz Kozłowski, Warszawa: Wydaw. Min. Obrony Narodowej 1985.
- Przewrót majowy 1926: w relacjach i dokumentach, wstęp i wybór tekstu Eugeniusz Kozłowski, Warszawa: Krajowa Agencja Wydawnicza RSW "Prasa-Książka-Ruch" 1987.
- Problemy historii najnowszej, Warszawa: Wydaw. Min. Obrony Narodowej 1989.
- Wrzesień 1939 w relacjach i wspomnieniach, wybór i oprac. Mieczysław Cieplewicz, Eugeniusz Kozłowski, Warszawa: Wydaw. Min. Obrony Narodowej 1989.
- Agresja sowiecka na Polskę w świetle dokumentów 17 września 1939, t. 1-3, red. nauk. E. Kozłowski, Warszawa: "Bellona" 1994-1995.
- (współautor: Czesław Grzelak), Polski wrzesień 1939 : początek drogi w obronie wolności i niepodległości, Warszawa: "Czasopisma Wojskowe" 1994.